# Cuniculus paca
Cuniculus paca là một loài động vật có vú trong họ Cuniculidae, bộ Gặm nhấm. Loài này được Linnaeus mô tả năm 1766.

## Hình ảnh

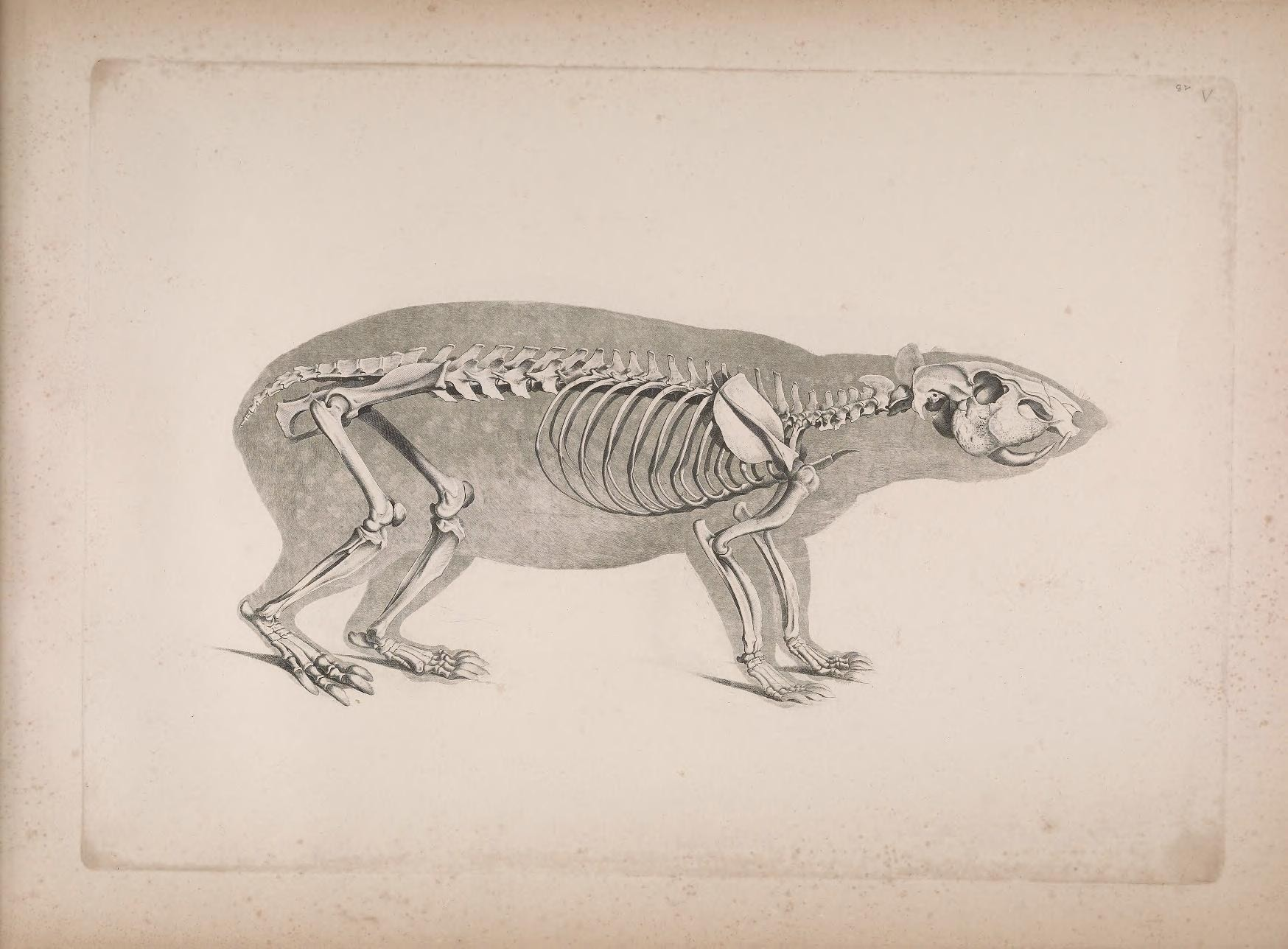
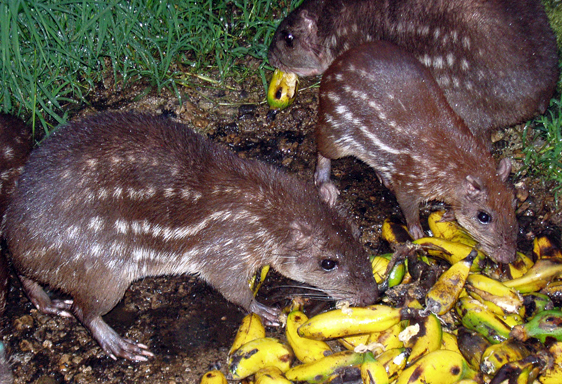
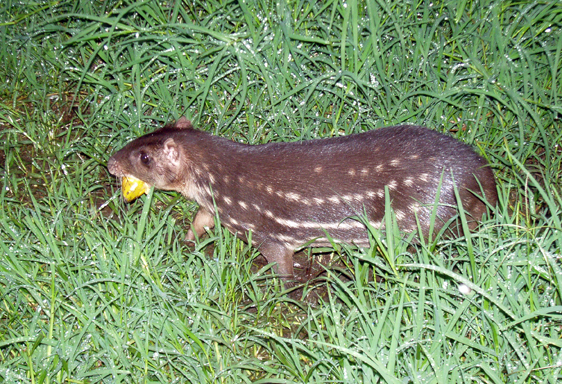
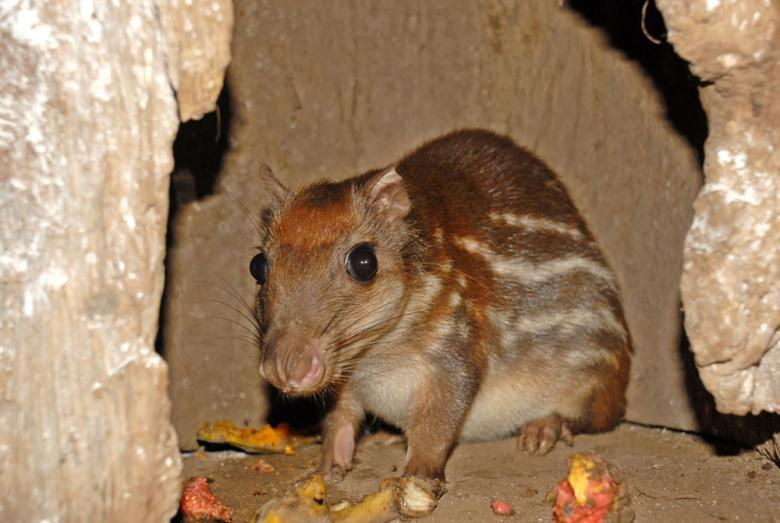